# 王燾 (朝鮮公)
朝鮮公（韓語：조선공，？—1099年），名王燾（韓語：왕도），是高麗第十一任君主王徽兒子，母親是仁敬賢妃李氏。

## 生平
王濤在文宗十五年（1061年）冊封為崇仁廣義功臣守兼三司檢校尙書令，封朝鮮侯（조선후）。文宗三十一年（1077年）進封朝鮮公。至獻宗繼位後加封守太師。
肅宗四年（1099年）他去世，追封為襄憲王（양헌왕）。

## 家庭

### 父母
- 父：高麗文宗王徽
- 母：仁敬賢妃（朝鲜语：인경현비）李氏

### 妻妾
- 妻子：王妃仁州李氏

### 子孫
- 王滋，司空。( -1101)
- 王源，廣平公(1083-1170)
  - 王璥，安平公(1117-1177)
- 王溫，江陵公( -1146)